# The Cat's Tale
Pour plus de détails, voir Fiche technique et Distribution.
The Cat's Tale est un court métrage d'animation américain de la série des Merrie Melodies réalisé par Friz Freleng, sorti en  1941 .

## Synopsis
La souris demande au chat pourquoi il la poursuit toujours. Le chat répond que c'est parce qu'il est toujours poursuivi par le chien. Il accepte de le dire au chien qui le poursuit, mais le chien ne comprend pas la logique et les poursuites continuent.

## Fiche technique
- Réalisation : Friz Freleng

## Distribution
- Mel Blanc[2]